# João Filgueiras
João da Gama Filgueiras Lima (Rio de Janeiro, 10 de janeiro de 1932 — Salvador, 21 de maio de 2014) também conhecido como Lelé foi um arquiteto brasileiro, pioneiro na aplicação da arquitetura industrializada e da pré-fabricação no país. Formado pela Faculdade Nacional de Arquitetura em 1955, mudou-se para Brasília em 1957, aos 25 anos, onde atuou desde os primeiros canteiros, desenvolvendo projetos e soluções de racionalização construtiva, além de ser responsável pela execução dos edifícios. Sua obra se destaca pela busca de eficiência técnica aliada a uma forte dimensão social e humanista. Projetou residências, edifícios habitacionais, institucionais, escolares e hospitalares, com destaque para os projetos na Universidade de Brasília (UnB) e na Rede Sarah, que lhe conferiram reconhecimento internacional. Grande parte de sua produção está localizada em Brasília e da região Nordeste, especialmente em Salvador, embora tenha realizado projetos em várias regiões do país.

## Biografia
Apesar de ter nascido, crescido e se formado no Rio de Janeiro, passou a maior parte da vida adulta em Brasília e em Salvador. Formou-se arquiteto pela Universidade do Brasil (atual Universidade Federal do Rio de Janeiro-UFRJ), em 1955 e sob influência de Oscar Niemeyer e Nauro Esteves, mudou-se para Brasília ainda recém-formado, em 1957, ano em que foi iniciada a implantação do plano piloto de Lucio Costa. Neste período, construiu, projetou e colaborou com Oscar Niemeyer na construção da cidade. Trabalhou na Universidade de Brasília de 1962 a 1965, quando pediu demissão junto com 209 professores e servidores, em protesto contra a repressão na universidade. A necessidade de racionalização na construção de Brasília, despertou em Lelé o interesse na tecnologia de racionalização do uso do concreto armado, levando-o ao leste europeu para conhecer as tecnologias de construções pré-fabricadas aplicadas em países como União Soviética, Tchecoslováquia e Polônia, em meados da década de 1960.
A obra arquitetônica de Lelé caracteriza-se especialmente pela busca da racionalização e da industrialização da arquitetura. Durante sua trajetória chegou a propor métodos e processos de pré-fabricação de elementos construtivos inéditos no país, sendo inclusive dono de uma fábrica de pré-fabricados (a qual não mais existe). A forma como a argamassa armada, em especial, e o aço foram explorados em sua obra também é fato revelador de tal preocupação.
Lelé atuou como diretor do Centro de Tecnologia da Rede Sarah (CTRS), onde desenvolveu os projetos e a execução dos novos hospitais da rede. Trabalhando para a CTRS, também desenvolveu projetos de mobiliário hospitalar, entre os quais destaca-se uma cama-maca móvel utilizada bastante pelos hospitais da rede. Com a CTRS, trabalhou ainda na construção de sedes do Tribunal de Contas da União em diversas cidades, como Salvador, Aracaju, Cuiabá, Teresina, Natal, Rio Grande do Norte, Vitória e Belo Horizonte. Em muitas de suas obras verificam-se painéis e outras obras do artista plástico Athos Bulcão, com quem Lelé estabeleceu uma parceria criativa durante bastante tempo.
Além dos hospitais de Rede Sarah, destacam-se também em sua obra os projetos do Palácio Tomé de Sousa, sede provisória da Prefeitura de Salvador (a qual, apesar de ter sido construída na década de 1980 é usada até hoje), o Centro Administrativo da Bahia e de várias passarelas de Salvador. Muitas das obras desenvolvidas pela prefeitura de Salvador nos anos de 1979-81 e 1986-88 saíram de sua prancheta, uma vez que Lelé se tornou uma espécie de arquiteto oficial da cidade nas gestões do prefeito Mário Kertész. Nesses dois períodos, desenvolveu um conjunto extenso de obras de infraestrutura urbana (micro e macrodrenagem, acessibilidade etc), mobiliário urbano, equipamentos públicos, entre outros, elaborados no Escritório de Projetos da prefeitura e produzidos nas fábricas públicas da RENURB e da FAEC.
Foi reintegrado à Universidade de Brasília em 1990, quando se aposentou.
Em 2003 recebeu o título de doutor Honoris Causa da Universidade Federal da Bahia.
Na cidade do Rio de Janeiro, no bairro do Riachuelo, existe uma rua residencial com seu nome.
Em 21 de maio de 2014 faleceu vítima de complicações de câncer de próstata, aos 82 anos, em Salvador.

## Vida pessoal
João Filgueiras Lima casou-se em 1960 com Alda Rabello Cunha. O casal teve três filhas: Luciana Rabello Filgueiras Lima, Adriana Rabello Filgueiras Lima e Sônia Rabello Filgueiras Lima. Era filho de João da Gama Filgueiras Lima Filho e Maria Emília Ribeiro Filgueiras Lima.

## Principais projetos
- 2009 - Memorial Darcy Ribeiro (Beijódromo)
- 1997 - Tribunal Regional Eleitoral da Bahia
- 1997 - Sede do TCU de Sergipe, Minas Gerais, Alagoas, Piauí e Mato Grosso
- 1996 - Hospital do Aparelho Locomotor Sarah Kubitschek de Natal (Rio Grande do Norte)
- 1995 - Sede do Tribunal de Contas da União (TCU) da Bahia
- 1995 - Hospital do Aparelho Locomotor Sarah Kubitschek de Recife (Pernambuco)
- 1993 - Hospital do Aparelho Locomotor Sarah Kubitschek de Belo Horizonte (Minas Gerais)
- 1991 - Hospital do Aparelho Locomotor Sarah Kubitschek de Fortaleza (Ceará)

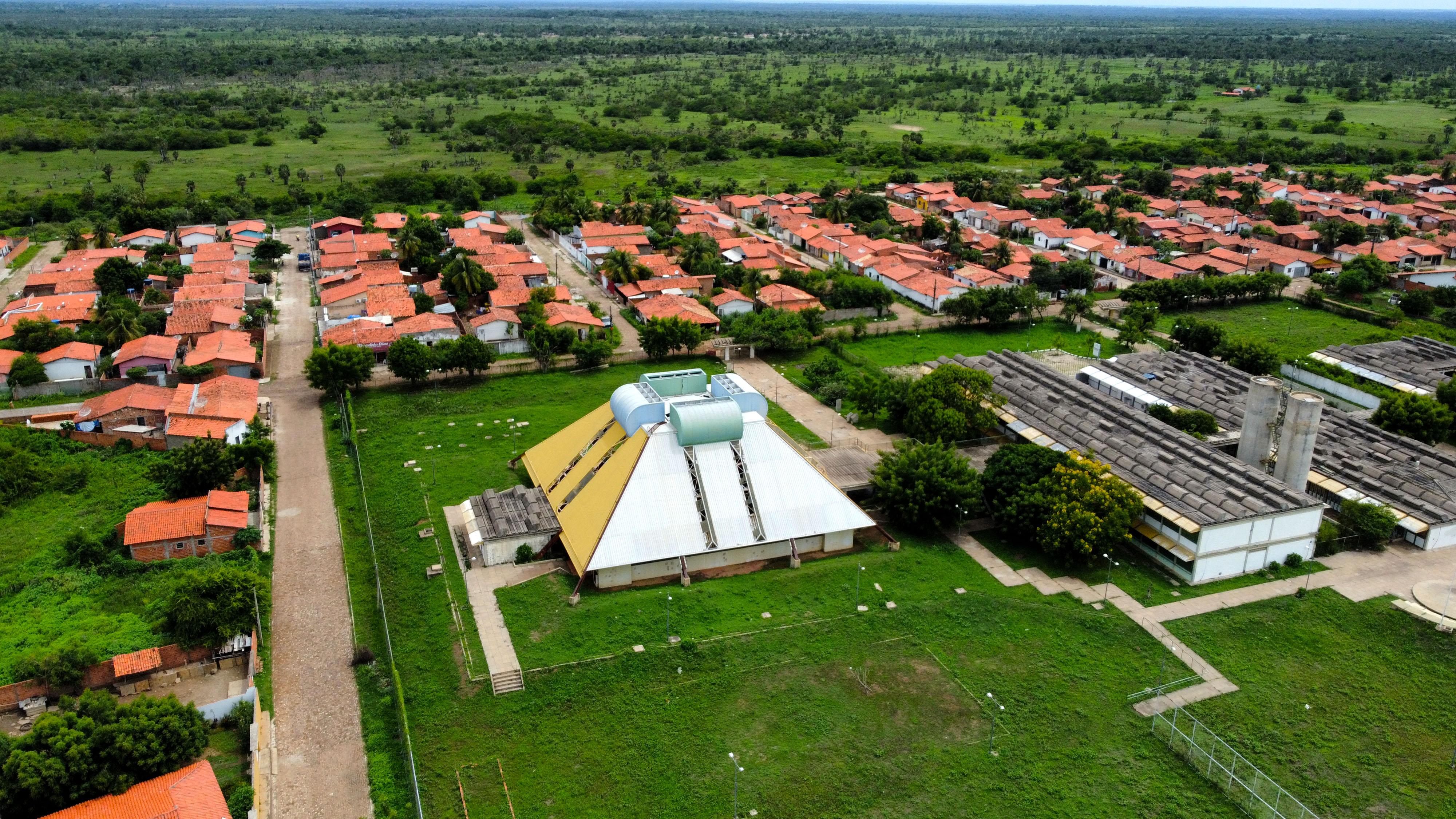
CAICs, um dos projetos do arquiteto.

- 1990 - Centros de Atenção Integral à Criança e ao Adolescente, um programa nacional do governo brasileiro.
- 1988 - Recuperação do Centro Histórico de Salvador, Bahia
- 1988 - Hospital do Aparelho Locomotor Sarah Kubitschek de Salvador, Curitiba e São Luís do Maranhão
- 1986 - Mercado Municipal de Paripe, Bahia
- 1986 - Palácio Tomé de Sousa, sede da Prefeitura de Salvador, Bahia
- 1986 - Presídio de Segurança Máxima do Rio de Janeiro
- 1984 - Hospital Regional de Ceilândia, Distrito Federal
- 1982 - Estação da Lapa, Salvador, Bahia
- 1980 - Hospital Sarah Kubitschek, Brasília
- 1980 - Convento de Brotas, Bahia
- 1979 - Igreja dos Alagados, Bahia
- 1973 - Secretarias do Centro Administrativo da Bahia
- 1975 - Igreja da Ascensão do Senhor (Centro Administrativo da Bahia)
- 1972 - Planalto Automóveis, Brasília
- 1971 - Oficina Gráfica do Correio Braziliense, Brasília
- 1969 - Residência Aloysio Campos da Paz, Brasília
- 1968 - Hospital Regional de Taguatinga, Distrito Federal
- 1965 - Agência de automóveis Disbrave, Brasília
- 1965 - Residência para Ministro de Estado, Brasília
- 1962 - Apartamentos para professores da UnB - COLINA, Brasília
- 1962 - Galpões para Serviços Gerais da UnB, Brasília
- 1962 - Residência Frei Mateus Rocha (UnB), Brasília
- 1961 - Residência César Prates (Atual Embaixada da África do Sul em Brasília), Brasília
- 1957 - Instalações Provisórias do IAPB (SQS 108), Brasília

## Galeria

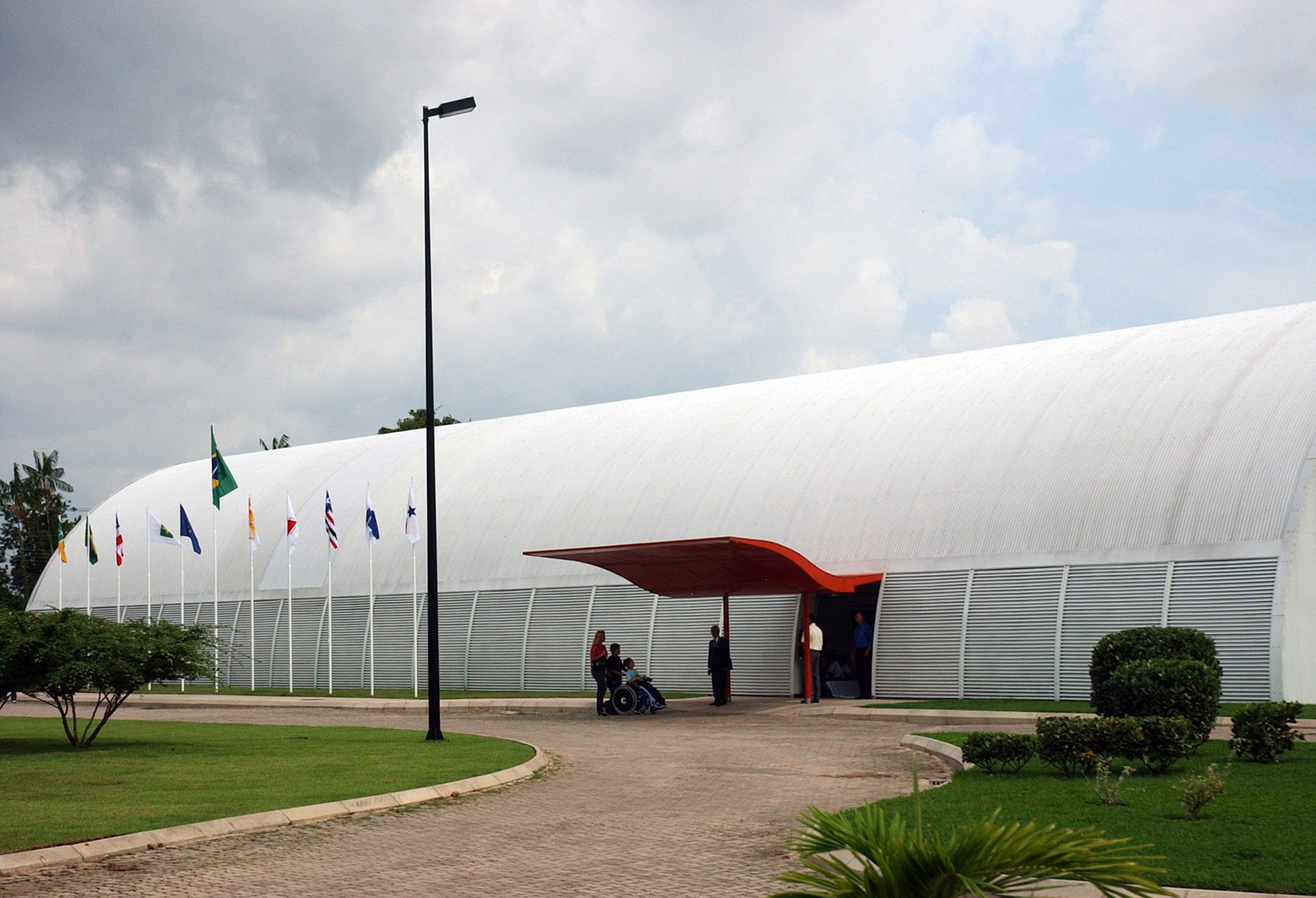
Fachada do Hospital da Rede Sarah - Unidade Belém do Pará.
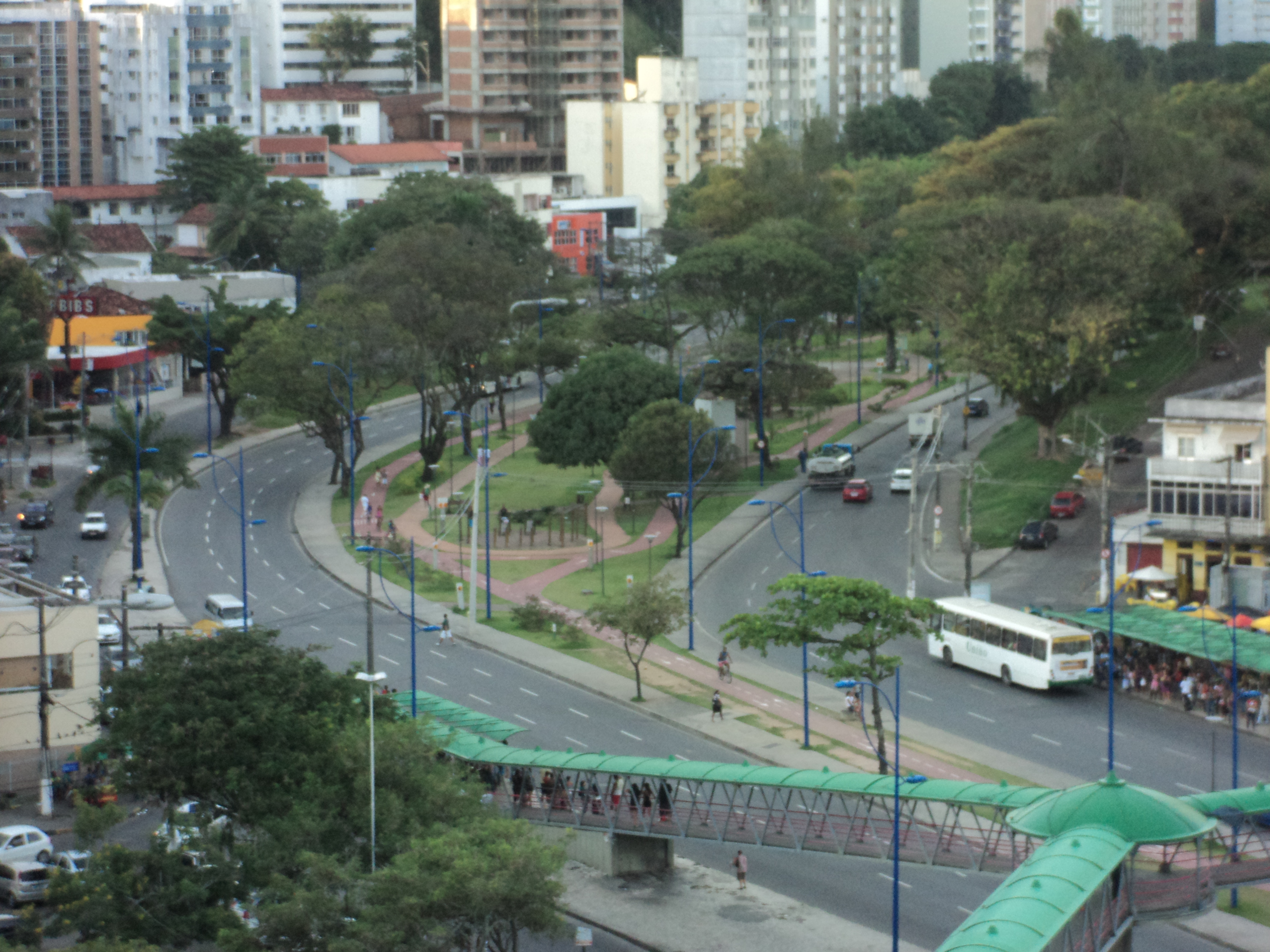
Passarelas da Avenida Centenário, na Barra, em Salvador.
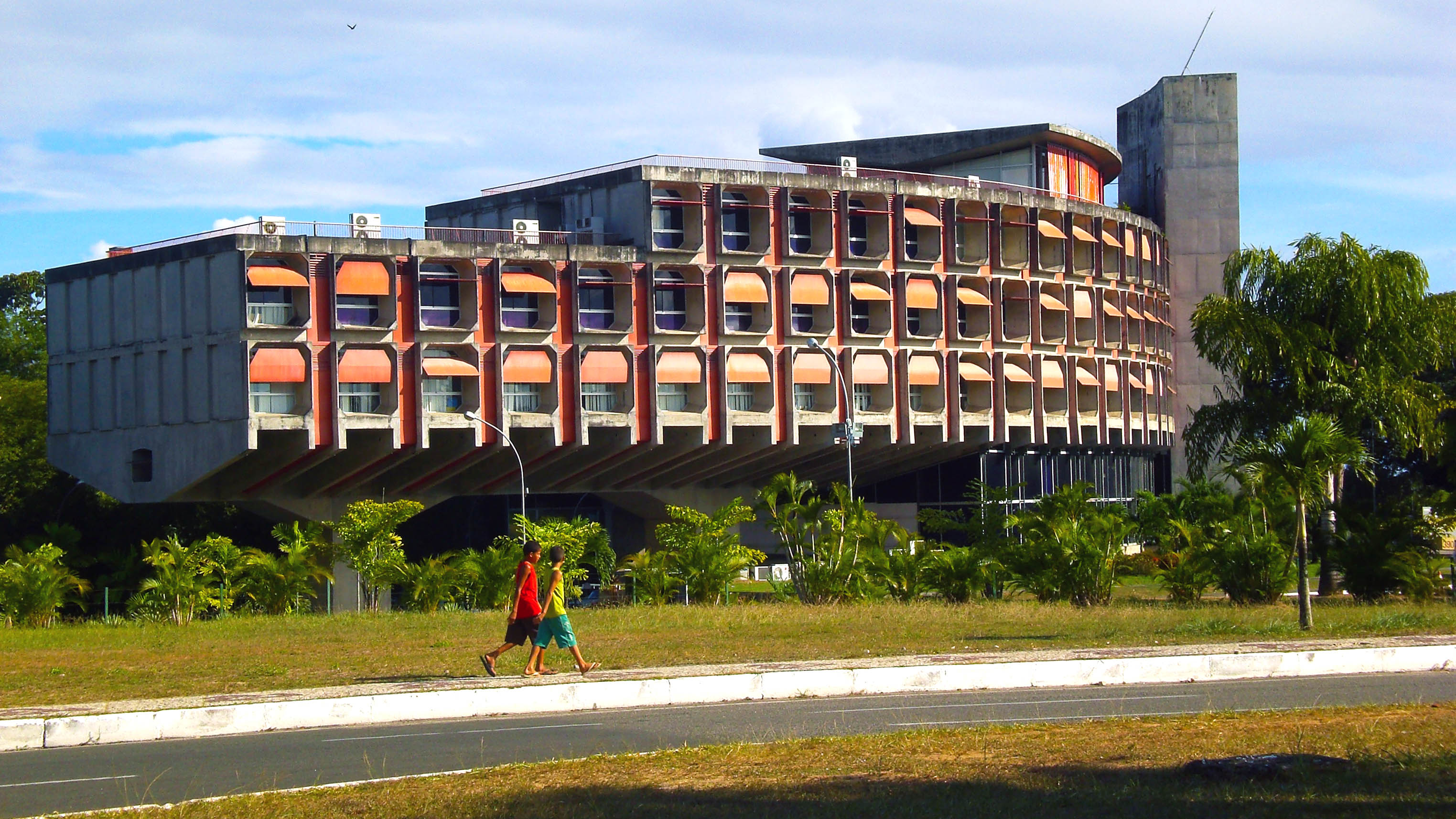
Governadoria do estado da Bahia em Salvador.
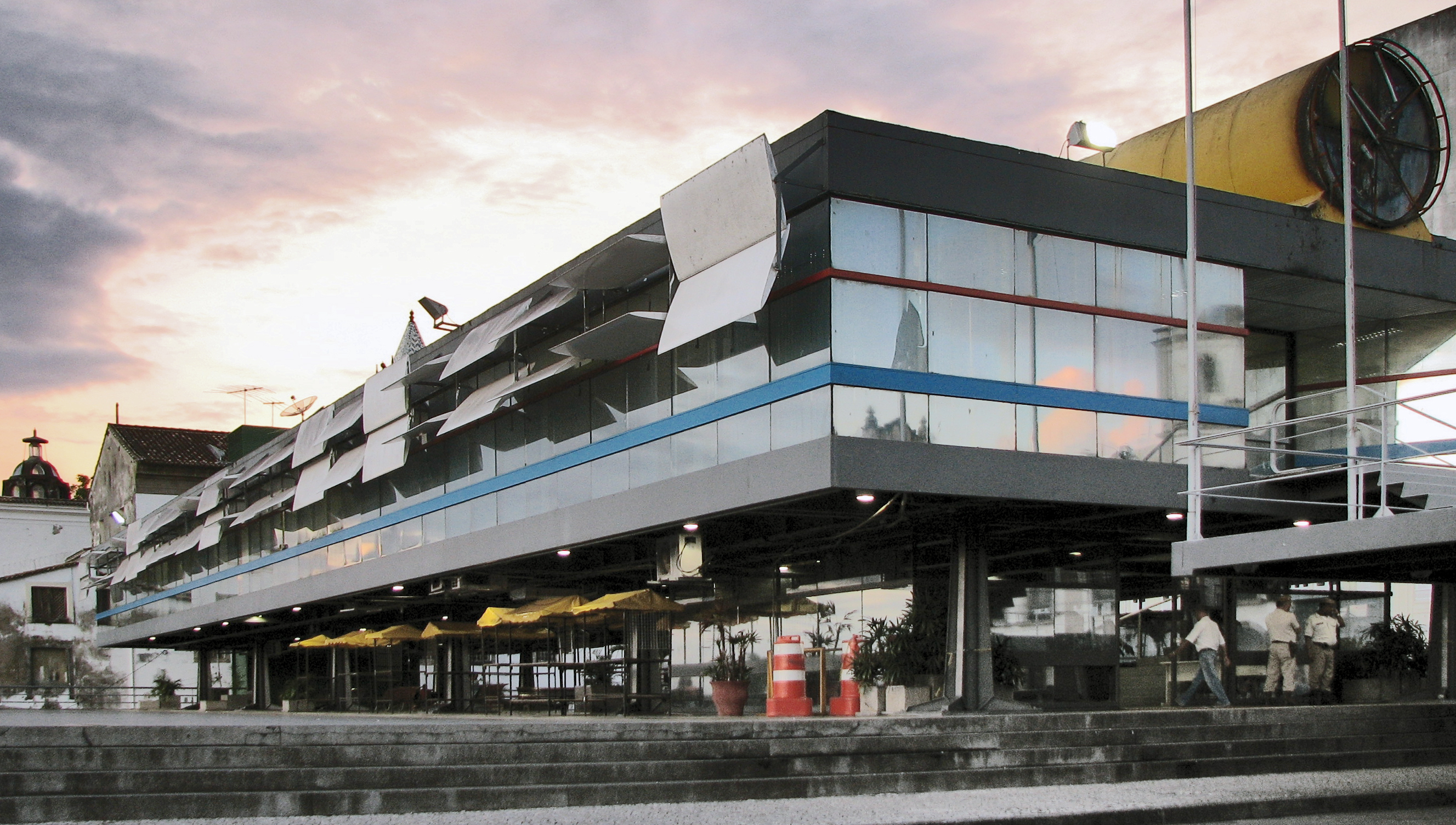
Prefeitura de Salvador - Palácio Tomé de Souza
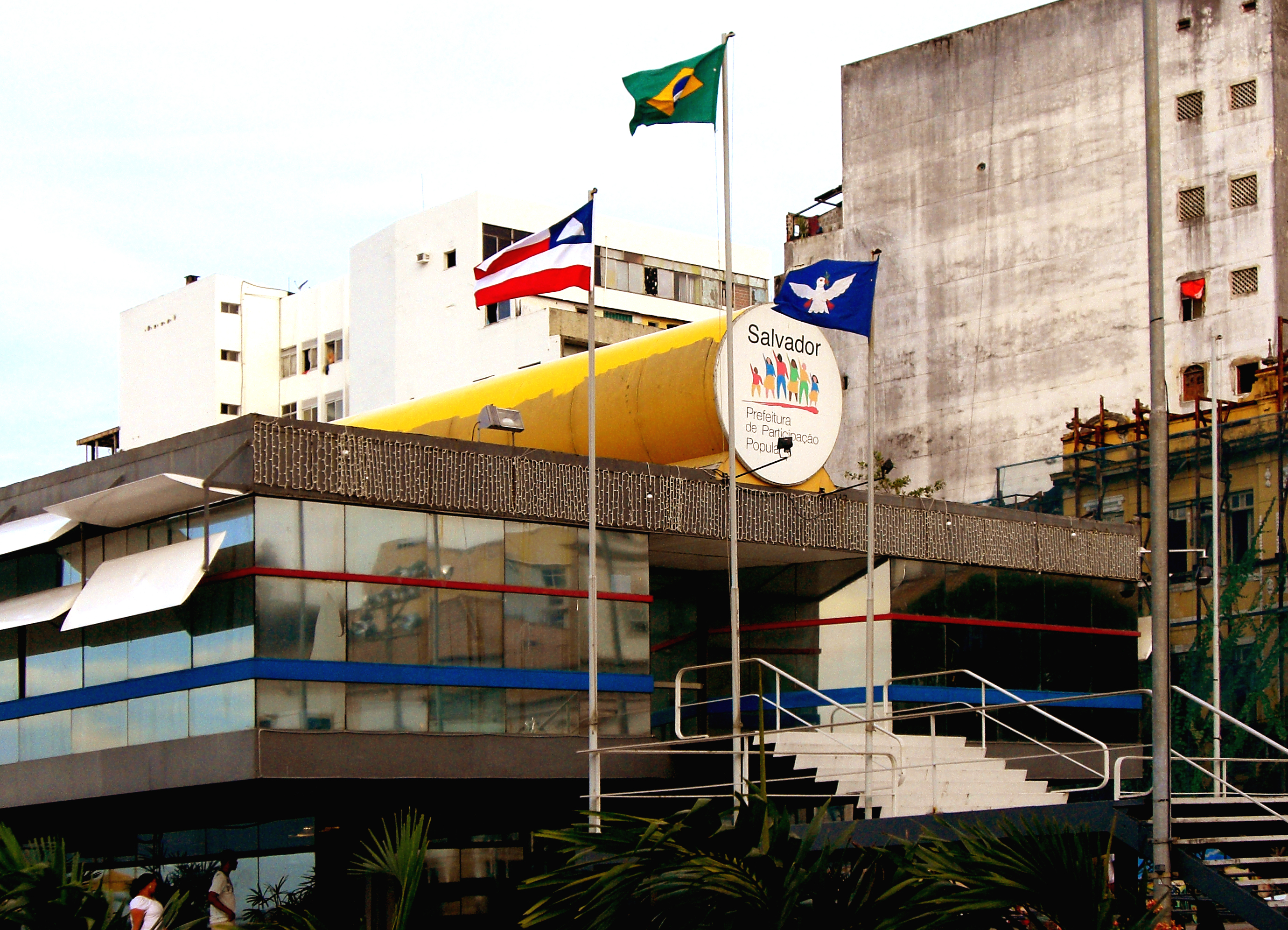
Entrada do Palácio Tomé de Sousa, sede da Prefeitura de Salvador.